# Spoorlijn

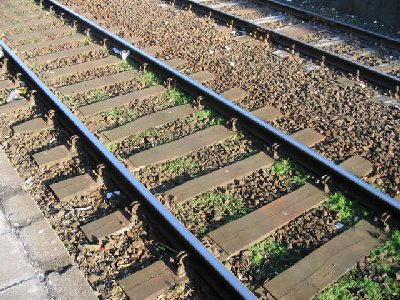
Stalen spoorstaven op houten dwarsliggers

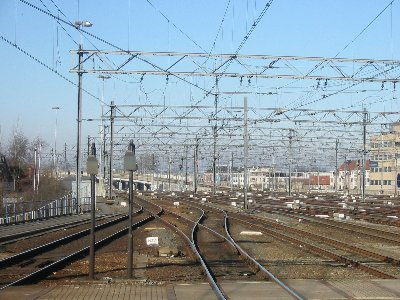
Wissels en bovenleiding op emplacement Utrecht

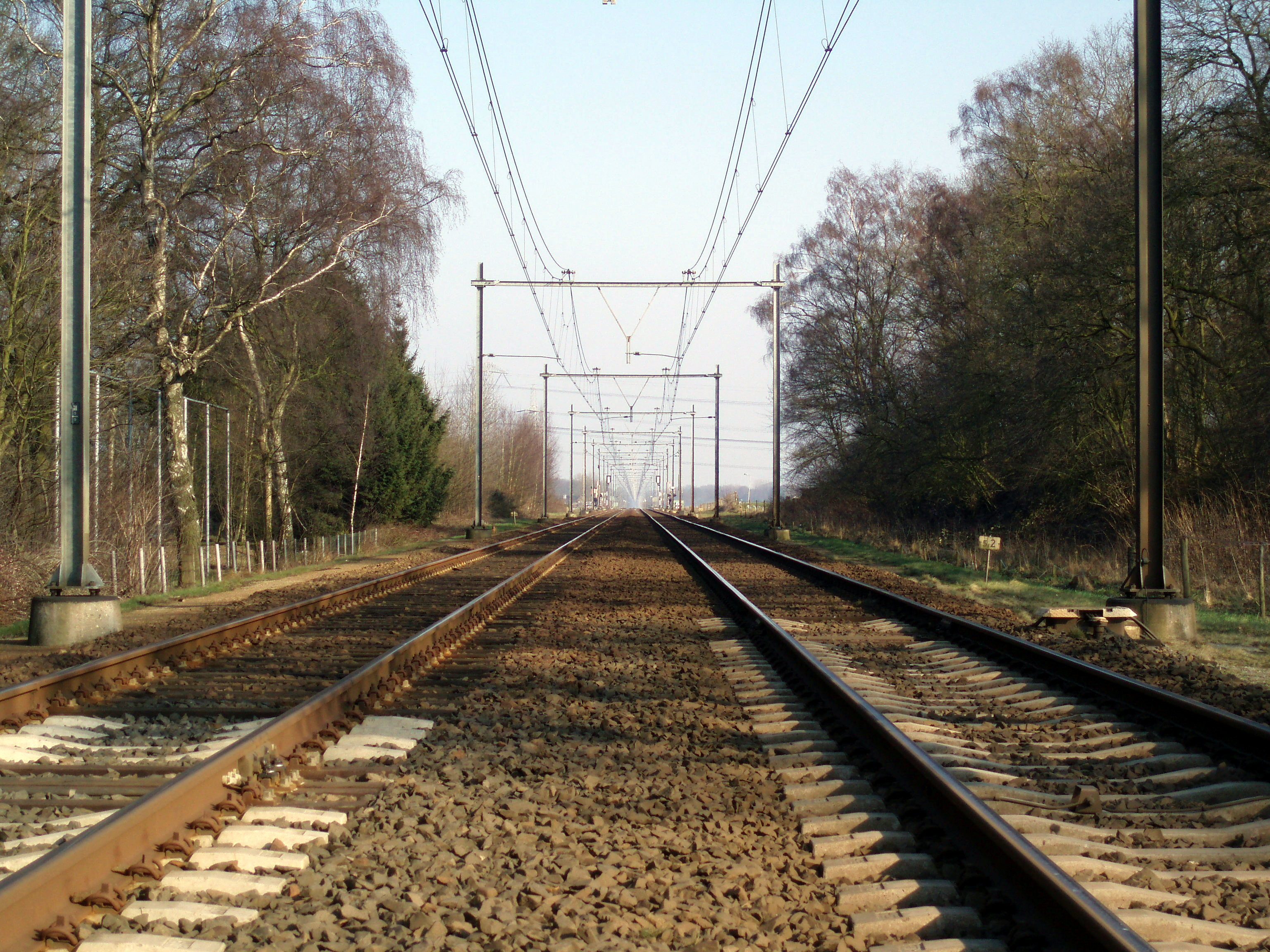
Dubbele spoorlijn

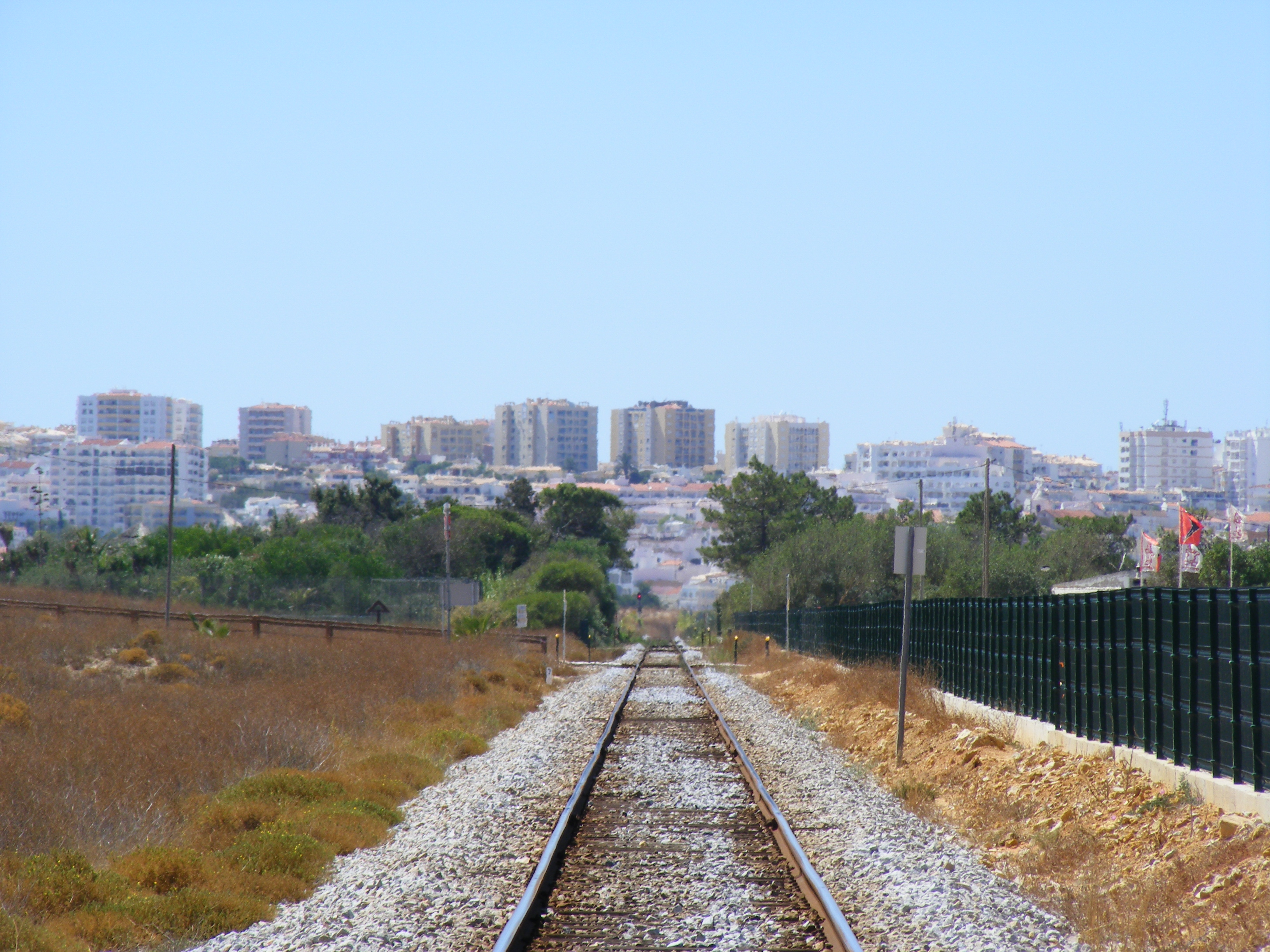
Enkele spoorlijn

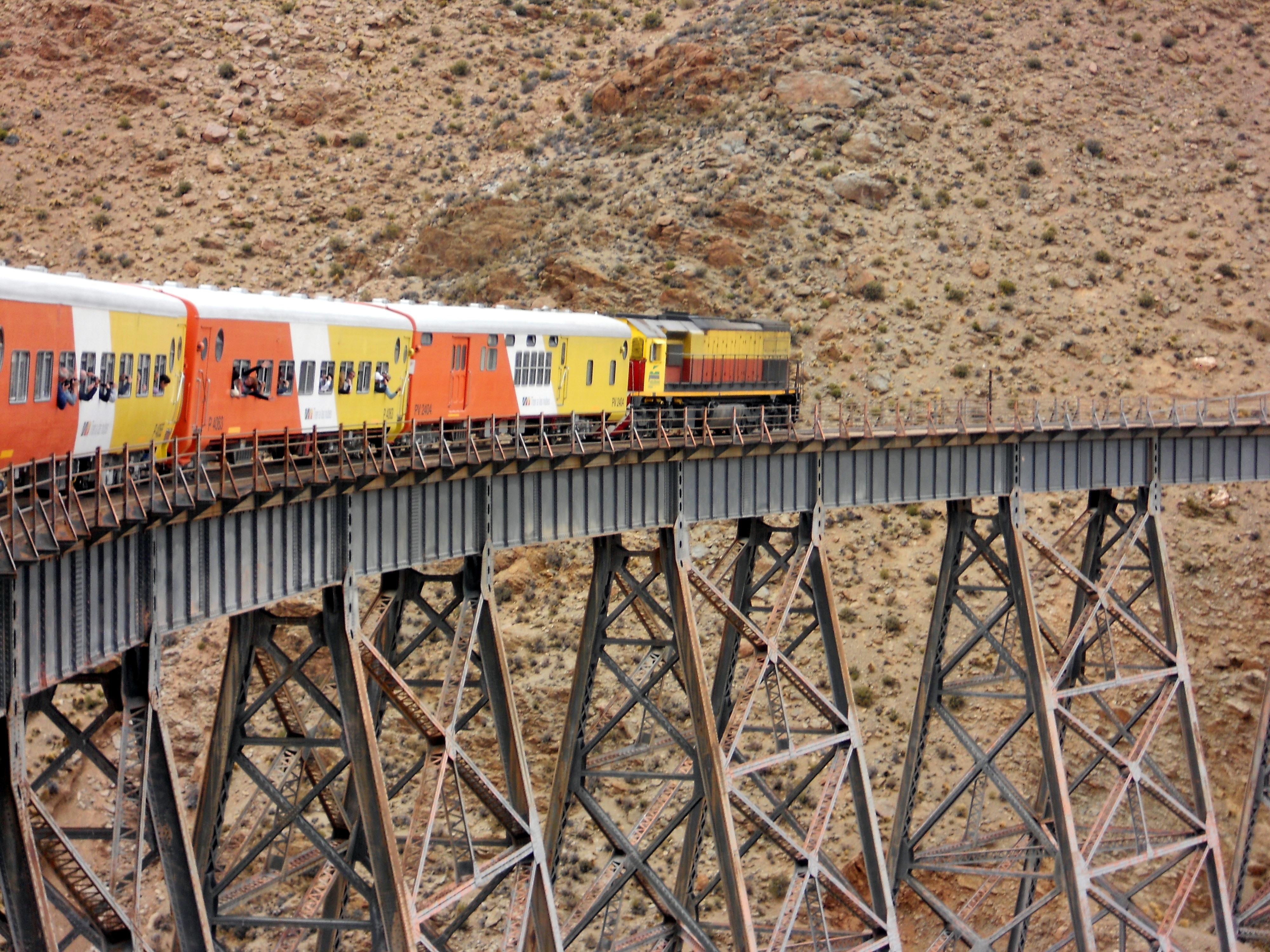
Spoorbrug bij Polvorilla in de Argentijnse provincie Salta.

Een spoorweg, spoorbaan of spoorlijn is een weg voor verkeer over spoorstaven of rails. Spoorvoertuigen, zoals treinen en metro's, zijn geschikt om over een spoorweg te rijden. Een spoorweg bestaat uit een of meer sporen. Een spoor bestaat uit twee evenwijdige stalen spoorstaven of rails. Spoorstaven zijn vaak op dwarsliggers gemonteerd. De dwarsliggers liggen in een ballastbed. Soms zijn de spoorstaven op een betonnen ondergrond gemonteerd, bijvoorbeeld op betonnen viaducten en in tunnels.
De afstand tussen de binnenzijde van de spoorstaven, de spoorwijdte, is in veel gevallen 1435 millimeter, men spreekt dan van normaalspoor.

Treinwielen zijn enigszins conisch ofwel taps en zijn vast aan de as gemonteerd, waardoor de as en de twee treinwielen een star wielstel vormen. Een wielstel heeft daardoor de neiging zich midden tussen de spoorstaven te centreren en rechtuit te lopen. 

## Typen spoorweg
AdhesiespoorwegEen spoorweg waarop treinen met spoorwielen rijden wordt ook een 'adhesiespoorweg' genoemd.
TandradspoorwegSpoorwegen in de bergen zijn soms uitgevoerd als tandradspoorwegen.
BandenmetroOm trillingen te voorkomen worden in plaats van metalen wielen, wielen met banden toegepast. Dit is ook bekend als bandenmetro.
IndustriespoorSommige bedrijven beschikken over een eigen spoorwegnet. Dit komt met name voor bij hoogovens, mijnen, ontginningen en land- en bosbouw. Bij ontginningen en land- en bosbouw spreekt men ook van veldspoor.
Bijzondere toepassingen van railsEr zijn uiteenlopende industriële toepassingen. Enkele voorbeelden:
- Veel havens en andere grote overslagcentra hebben korte spoorlijnen met een grote spoorwijdte voor havenkranen en ander groot materieel.
- In dagbouwmijnen en bij zandgaten werden vooral vroeger rails gelegd voor excavateurs.
- Boten passeren hindernissen en hoogteverschillen in draagwagens op rails, zoals bij hellende vlakken.

StraatspoorEen spoorlijn heeft meestal een vrije baan, maar er zijn ook lijnen waarbij de rails in het wegdek van een straat liggen. Dit is vooral in industriegebieden en havens te vinden, maar er zijn uitzonderingen, zoals in Dordrecht over de 's-Gravendeelsedijk en in het Duitse Bad Doberan waar een smalspoorbaan van de Mecklenburgische Bäderbahn over de rijweg door de stad loopt. In Europa is Zwitserland het land met de meeste voorbeelden: in smalle dalen rijden treinen soms op straat wegens ruimtegebrek, ook tegen de rijrichting van het verkeer in.
In de Verenigde Staten komt het meer voor. Oakland is de enige stad waar nog Amtrak-treinen op straat rijden. Een ander voorbeeld van straatspoor is het enkelspoor door La Grange (Kentucky).

## Spoorwegen in België, Nederland en Suriname

### België
In België ligt 3607 km spoorlijn met een spoorwijdte van 1435 mm, waarvan 2934 km geëlektrificeerd is. 2563 kilometer is dubbelsporig. De sporen in België worden beheerd door Infrabel. De stations met meer dan 20.000 instappers per dag (2009), zijn station Brussel-Centraal op een afstand gevolgd door Brussel-Zuid, Gent-Sint-Pieters, Brussel-Noord, Antwerpen-Centraal, Leuven, Ottignies en Mechelen.

### Nederland
Nederland had in 2013 3013 km spoorlijn met een spoorwijdte van 1435 mm (normaalspoor), waarvan 2061 km geëlektrificeerd is en 931 km enkelsporig. Het grootste deel van het spoorwegnet in Nederland wordt namens de Rijksoverheid beheerd door ProRail. Andere delen van spoorwegen worden beheerd door diverse beheerders (zoals de Metropoolregio Rotterdam Den Haag, toeristische en museumspoorwegen) en hebben vaak de status van lokaalspoorweg. Belangrijke stations qua verkeers- en vervoersvolume zijn onder meer Amsterdam Centraal, Den Haag Centraal, Rotterdam Centraal, Utrecht Centraal, Arnhem Centraal en Zwolle.

### Suriname
In Suriname werd in het begin van de twintigste eeuw de 173 km lange Lawaspoorweg op meterspoor gebouwd. Deze liep van Paramaribo naar het eindpunt bij Sarakreek en was bedoeld om naar Benzdorp aan de Lawa verlengd te worden. In 1987 reed er de laatste trein.
In 1976-1977 werd in West-Suriname de 72 km lange spoorlijn Bakhuisgebergte - Apoera op normaalspoor aangelegd, met de bijbehorende infrastructuur, maar deze spoorlijn is nooit in gebruik genomen. Zie ook Kamp 52.

## Spoorwegtechniek
Een spoorweg bestaat uit een 'onderbouw' en een 'bovenbouw'. De onderbouw is de ondergrond waar de spoorlijn op wordt aangelegd. Dit kan dus een spoordijk, een brug of een viaduct zijn. De bovenbouw komt op de onderbouw en bestaat uit een ballastbed (bijvoorbeeld steenslag van porfier).

## Spoorkaart
Bij een spoorkaart met alle spoorwegen kunnen verschillende niveaus van detail worden onderscheiden, van laag tot hoog:
- bij een "driesprong"/spoorwegknooppunt wordt niet aangegeven welke van de drie takken splitst in de andere twee (voor zover van toepassing); de drie takken maken op de kaart een hoek met elkaar[4]
- op de kaart is duidelijk of een trein op een bepaalde route moet keren; anders gezegd: bij een splitsing wordt aangegeven welke van de drie takken splitst in de andere twee[5]
- de kaart of het schema is op spoorniveau, dat wil zeggen met alle individuele sporen.[6] Hier staan dus ook wissels op, en fly-overs en dive-unders

Deels los hiervan kan worden onderscheiden of het gaat om een schematische kaart (met vaak recht getekende spoorlijnen) en kaarten op schaal, en dus met zo min mogelijk vertekening (de spoorlijnen tonen de werkelijke richtingen en dus ook bochten, en afstanden naar evenredigheid).
Bij gebruik voor personenvervoer zijn naast de spoorlijnen de posities en namen van de stations belangrijk.
Daarnaast kunnen spoorkaarten al of niet ook andere informatie tonen, zoals wegen en bebouwde gebieden. Als het een specifieke spoorkaart is verminderen deze niet de duidelijkheid van de spoorinformatie.
Bij digitale kaarten kan een en ander per zoomniveau verschillen. Bij Google Maps worden spoorlijnen pas goed zichtbaar bij flink inzoomen.
OpenStreetMap in de versie 'transportkaart' toont spoorwegen vanaf zoomniveau 7 (het getal achter 'map=' in de url, dat kan variëren van 0 tot en met 21; de zoomniveaus 0 en 1 hebben geen meerwaarde), steeds heel duidelijk. Stations zijn pas zichtbaar vanaf niveau 11, de namen van alle stations pas vanaf niveau 13. Vanaf ongeveer zoomniveau 17 worden afzonderlijke sporen zichtbaar, en ook het onderscheid tussen fly-over en dive-under.
OpenRailwayMap is gebaseerd op OpenStreetMaps en heeft dezelfde zoomniveaus, ze hebben hier echter geen zichtbare nummering. Er is keuze uit een gekleurde achtergrond, een grijze en geen achtergrond. Zoomniveau 2, waarop de hele wereld te zien is, toont al veel spoorlijnen. Een lijn als Leeuwarden - Groningen wordt echter pas op zoomniveau 8 getoond. Stations worden alleen aangegeven met de naam, niet met een verdere markering. Tot en met zoomniveau 10 worden voor alle aangegeven stations alleen de stationscodes vermeld, en bij zoomniveau 11 in plaats daarvan de namen. Dan zijn er nog wel stations helemaal niet aangegeven. Het zoomniveau waarbij de naam van een station zichtbaar wordt is per station verschillend, voor sommige is dat pas bij zoomniveau 14. Als men uit een stationscode niet kan afleiden welk station het is of in welke plaats, helpt de achtergrondkaart niet veel omdat de code de plaatsnaam op de achtergrondkaart vaak onleesbaar maakt. Met inzoomen worden de stationsnamen zoals gezegd zichtbaar, waarmee men ook de plaatsnaam weet.